# Charles Noel, 1. Earl of Gainsborough

Wappen des Earl of Gainsborough

Charles Noel, 1. Earl of Gainsborough (geborener Edwardes; * 2. Oktober 1781; † 10. Juni 1866), war ein britischer Peer und Politiker der Whigs.

## Leben

### Herkunft
Er wurde als Charles Edwardes geboren und war der älteste Sohn von Gerard Edwardes und dessen Ehefrau Diana Middleton. Sein Vater erbte 1798 das Vermögen seines Onkels mütterlicherseits Henry Noel, 6. Earl of Gainsborough (1743–1798) und änderte zu diesem Anlass mit königlicher Lizenz vom 5. Mai 1798 den Familiennamen von „Edwardes“ zu „Noel“. Beim Tod seines Großvaters mütterlicherseits, Admiral Charles Middleton, 1. Baron Barham, erbte 1813 aufgrund besonderer Erbregelungen seine Mutter dessen Titel als 2. Baroness Barham und sein Vater dessen nachgeordneten Titel als 2. Baronet, of the Navy.

### Unterhausabgeordneter und Oberhausmitglied
Am 19. Mai 1808 wurde Noel als Knight of the Shire für Rutland ins britische House of Commons gewählt. Er hatte dieses Mandat bis zum 31. Dezember 1814 inne und gehörte im Parlament der Partei der Whigs an.
Beim Tod seiner Mutter erbte er von dieser am 12. April 1823 deren Adelstitel als 3. Baron Barham. Dadurch wurde er auf Lebenszeit Mitglied des House of Lords. Beim Tod seines Vaters am 25. Februar 1838 erbte er zudem den Titel als 3. Baronet, of the Navy. Am 16. August 1841 wurden ihm zudem die Titel Earl of Gainsborough, Viscount Campden, und Baron Noel, of Ridlington, neu verliehen.

### Ehen und Nachkommen
Noel war vier Mal verheiratet und Vater von sieben Kindern. In erster Ehe heiratete er am 1. Juli 1809 Elizabeth Welman, die jedoch bereits am 1. Dezember 1811 ohne Nachkommen verstarb.
Daraufhin heiratete er am 13. Mai 1817 in zweiter Ehe Elizabeth Grey, Tochter von Sir George Grey, 1. Baronet. Aus dieser Ehe ging sein ältester Sohn Charles George Noel hervor, der bei seinem Tod seine Titel als 2. Earl of Gainsborough erbte. Seine zweite Frau verstarb jedoch am 20. September 1818 im Wochenbett, nur knapp zwei Wochen nach Geburt jenes Sohnes am 5. September 1818.
Am 29. Juni 1820 heiratete Noel in dritter Ehe Arabella Hamlyn-Williams, eine Tochter des ehemaligen Unterhausabgeordneten Sir James Hamlyn-Williams, 2. Baronet. Aus dieser Ehe gingen zwei Töchter und zwei Söhne hervor. Die älteste Tochter Mary Arabella Louisa Noel war mit Sir Andrew Agnew, 8. Baronet verheiratet, der mehrere Jahre Mitglied des House of Commons war, und hatte mit diesem 13 Kinder. Der zweite Sohn Gerard Noel war von 1847 bis 1883 Unterhausabgeordneter für Rutland und fungierte zwischen 1876 und 1880 als Minister für öffentliche Arbeiten (First Commissioner of Works). Der dritte Sohn Henry Lewis Noel war Captain beim 68th (Durham) Regiment of Foot (Light Infantry) sowie 1863 High Sheriff von Rutland. Die zweite Tochter Catherine Hamilton Noel war mit James Carnegie, 9. Earl of Southesk verheiratet, verstarb jedoch bereits 1855 im Alter von 25 Jahren.
Zuletzt heiratete Baron Barham am 25. Juli 1833 in vierter Ehe Lady Frances Jocelyn, Tochter von Robert Jocelyn, 3. Earl of Roden. Aus dieser Ehe stammten eine weitere Tochter sowie ein weiterer Sohn. Die Tochter, Victoria Noel, war mit dem Unterhausabgeordneten Sir Thomas Buxton, 3. Baronet verheiratet, der zwischen 1895 und 1899 Gouverneur von South Australia war. Sein jüngster Sohn war der Dichter und Essayist Roden Noel.